# Neulewin
Neulewin est une commune d'Allemagne dans l'arrondissement de Märkisch-Pays de l'Oder, Land du Brandebourg.

## Géographie
Neulewin se situe à 10 km de Wriezen, sur l'Oder. Neulewin appartient à l'Amt Barnim-Oderbruch.

### Quartiers et lieux-dits
- Güstebieser Loose.
- Neulewin : Karlsbiese, Kerstenbruch, Heinrichsdorf, Karlshof, Neulewin, Neukarlshof.
- Neulietzegöricke : Ferdinandshof, Neulietzegöricke, Altlietzegöricker Loose.

## Histoire
De 1818 à 1952, Neulewin fait partie de l'arrondissement d'Oberbarnim. À la fin de la Seconde Guerre mondiale en 1945, la commune est séparée en deux entre l'Allemagne et la Pologne avec l'Oder pour frontière. Dans le cadre de la réforme administrative en 1952 en Allemagne de l'Est, elle est attribuée à l'arrondissement de Bad Freienwalde. Après la réunification, en 1992, elle est incluse dans l'Amt Wriezen-Land qui devient Amt Barnim-Oderbruch en 1994. Lors de la réforme de 2003, elle fait partie de l'arrondissement de Märkisch-Pays de l'Oder et la commune de Neulietzegöricke fusionne avec Neulewin.

## Infrastructure et transports
Depuis le 20 octobre 2007, après 65 ans d'absence, un bac sur l'Oder relie Neulewin à Mieszkowice en Pologne. De début avril à fin octobre, il peut accueillir piétons, vélos et jusqu'à six voitures.

## Attractions
- Temple de Neulietzegöricke : Il est construit de 1836 à 1840 après une première construction en 1769. Il a un décor classique et un orgue installé en 1847.
- Ferme de Neulietzegöricke : La ferme a été construite en 1791. Il s'agit d'un bâtiment à colombage avec toit en croupe. Le bâtiment à droite de la cour date d'après 1837. La grange est utilisée pour le bétail et comme hangar. Elle a été construite à gauche en même temps, il a servi pour les bovins, les porcs et les chevaux.